# Vireaux
Vireaux település Franciaországban, Yonne megyében. Lakosainak száma 102 fő (2022. január 1.). Vireaux Tanlay, Lézinnes, Pacy-sur-Armançon, Sambourg és Tonnerre községekkel határos.

## Népesség
A település népessége az elmúlt években az alábbi módon változott:
| Lakosok száma | 135  | 139  | 146  | 131  | 119  | 107  | 104  | 102  | 102  |
|               | 2013 | 2015 | 2016 | 2017 | 2018 | 2019 | 2020 | 2021 | 2022 |